# Ospedale pediatrico

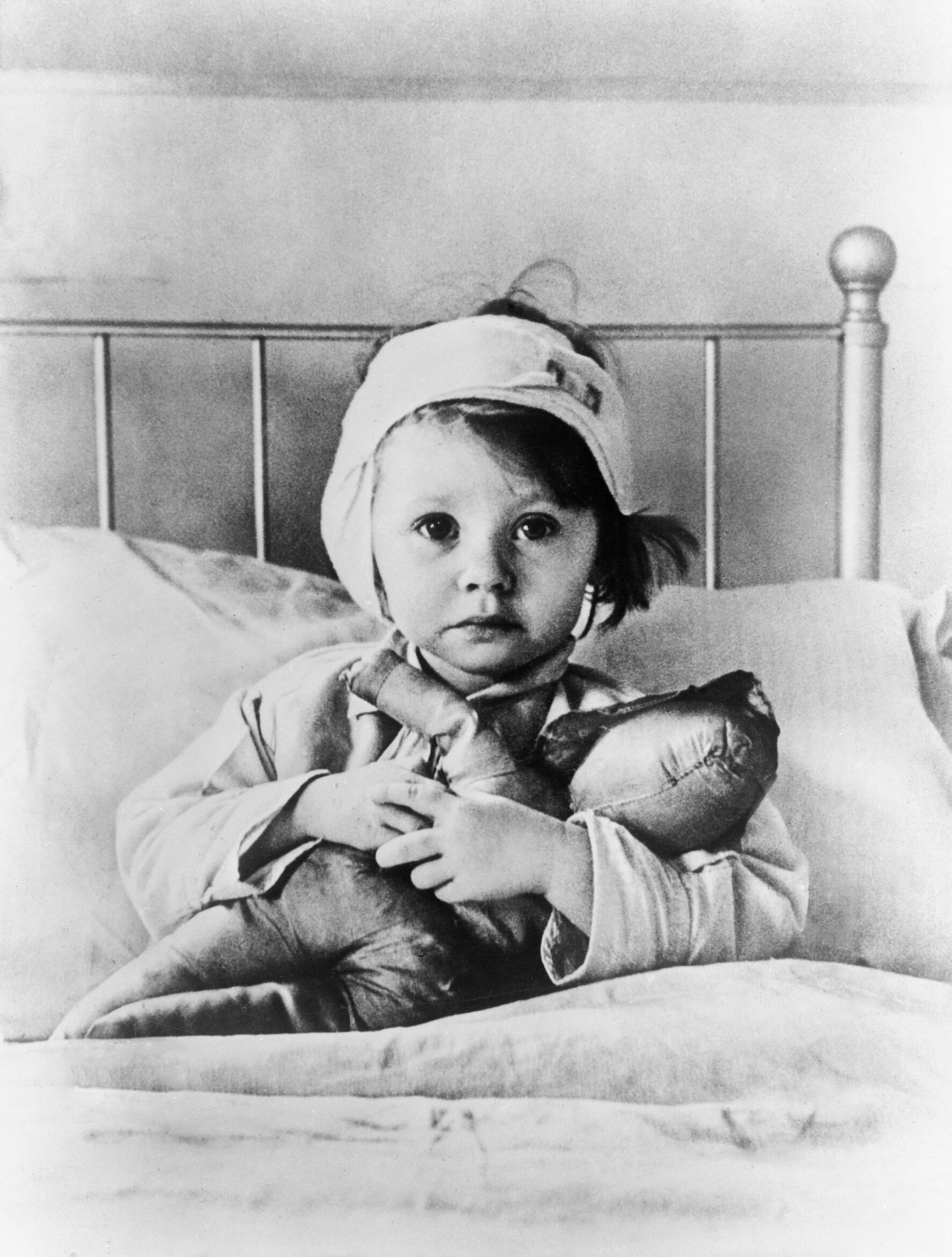
Eileen Dunne, piccola paziente del Great Ormond Street Hospital, 1940.

L'ospedale pediatrico è una struttura destinata unicamente all'assistenza sanitaria in età infantile e adolescenziale, specializzato nella cura delle malattie dell'infanzia e della crescita. Tale struttura offre inoltre trattamenti di riabilitazione, di convalescenza e prevenzione, con adeguato supporto psicologico, sociale ed educativo ai piccoli malati e alle famiglie.

## Storia

### La pediatria prima degli ospedali pediatrici

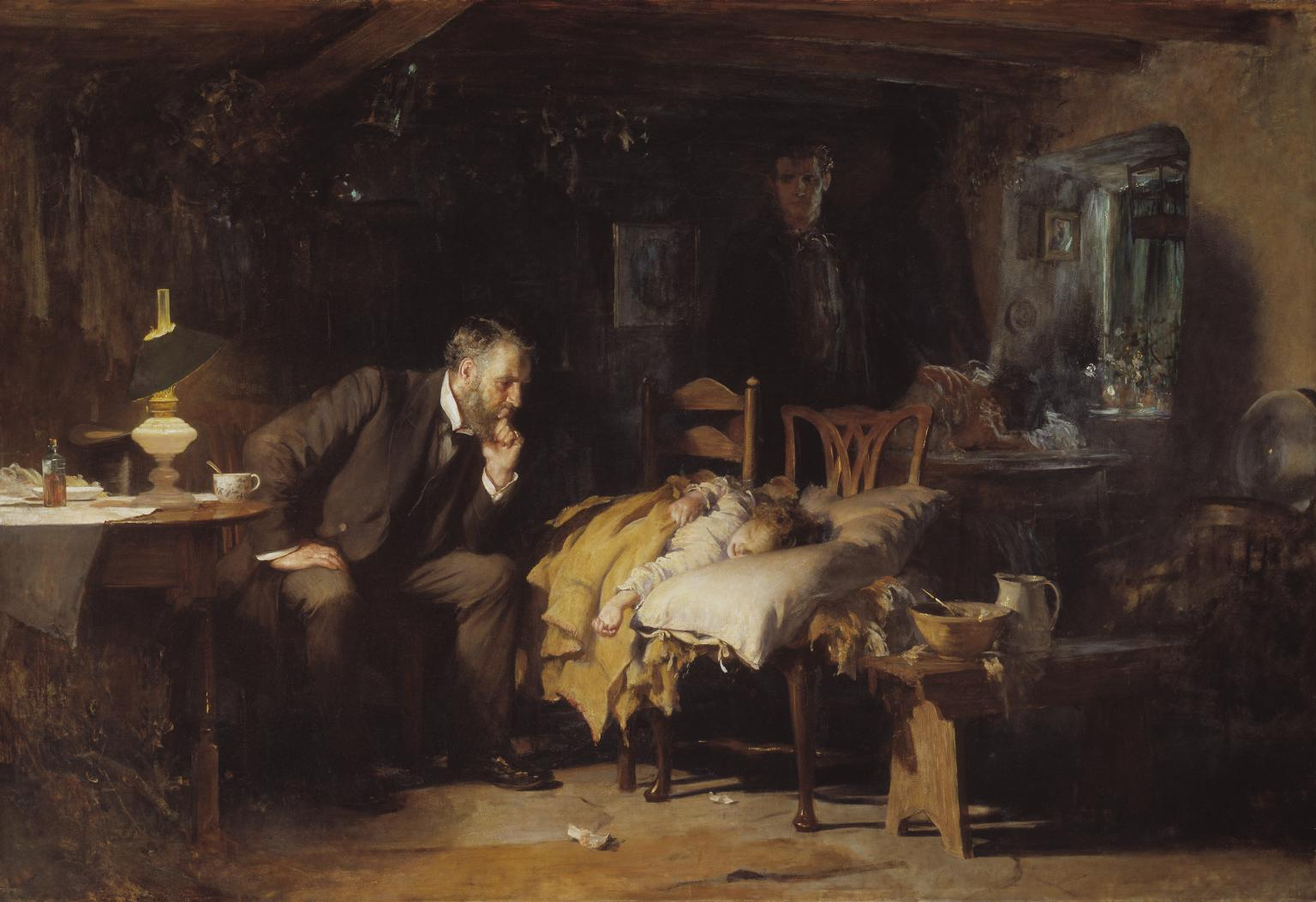
The Doctor, Luke Fildes

Sino al XIX secolo i medici non hanno rivolto particolare attenzione alle modalità di cura dei bambini, che erano semplicemente considerati come adulti di piccole dimensioni: l'unica precauzione era quella di dosare i farmaci, uguali a quelli somministrati agli adulti.  Tranne rare eccezioni, rappresentate da pochi medici come Avicenna, Girolamo Mercuriale e Gaetano Palloni, il mondo della medicina non si interessava alla cura dei bambini, ritenuta superflua e inutile.
Il famoso medico persiano Avicenna (980-1037), infatti, fu autore de Il canone della medicina, nel quale vengono descritte con precisione le febbri esantematiche, la meningite acuta, le pleuriti e l'apoplessia nei bambini, mentre Girolamo Mercuriale diede il suo contributo alla nascita della pediatria con la scrittura del De Morbis Puerorum (1583) e il Nomothelasmus Seu Ratio Lactandi Infantes (1522).
Alcuni progressi in ambito della medicina pediatrica si ebbero nel 1769, quando George Armstrong aprì un rudimentale ambulatorio pediatrico il 24 aprile a Londra, chiamato Dispensary for the Infant Poor. Un percorso simile venne intrapreso nel 1787 dal dottor Joseph J. Mastalier che fondò a Vienna un primo istituto pubblico per bambini malati: la struttura riuscì a sopravvivere per l'intero XIX secolo, diventando il fulcro della pediatria austriaca e gettando le basi per la nascita dell'Ospedale pediatrico Sant’Anna costruito a Vienna nel 1837. Tuttavia negli anni che precedono la nascita della pediatria come vera e propria scienza medica possiamo ritrovare solo casi isolati di medici che si fanno portatori del nuovo ideale ottocentesco basato sull'obbiettivo di sconfiggere la mortalità infantile. Un sostenitore di tale visione e pioniere della creazione della cura infantile fu il medico Domenico Antonio Mandini: quest'ultimo sostiene infatti che molti bambini
(Domenico Antonio Mandini, La Vecchiezza, 1800)

### Il primo ospedale pediatrico: L'Hopital Necker-Enfants Malades

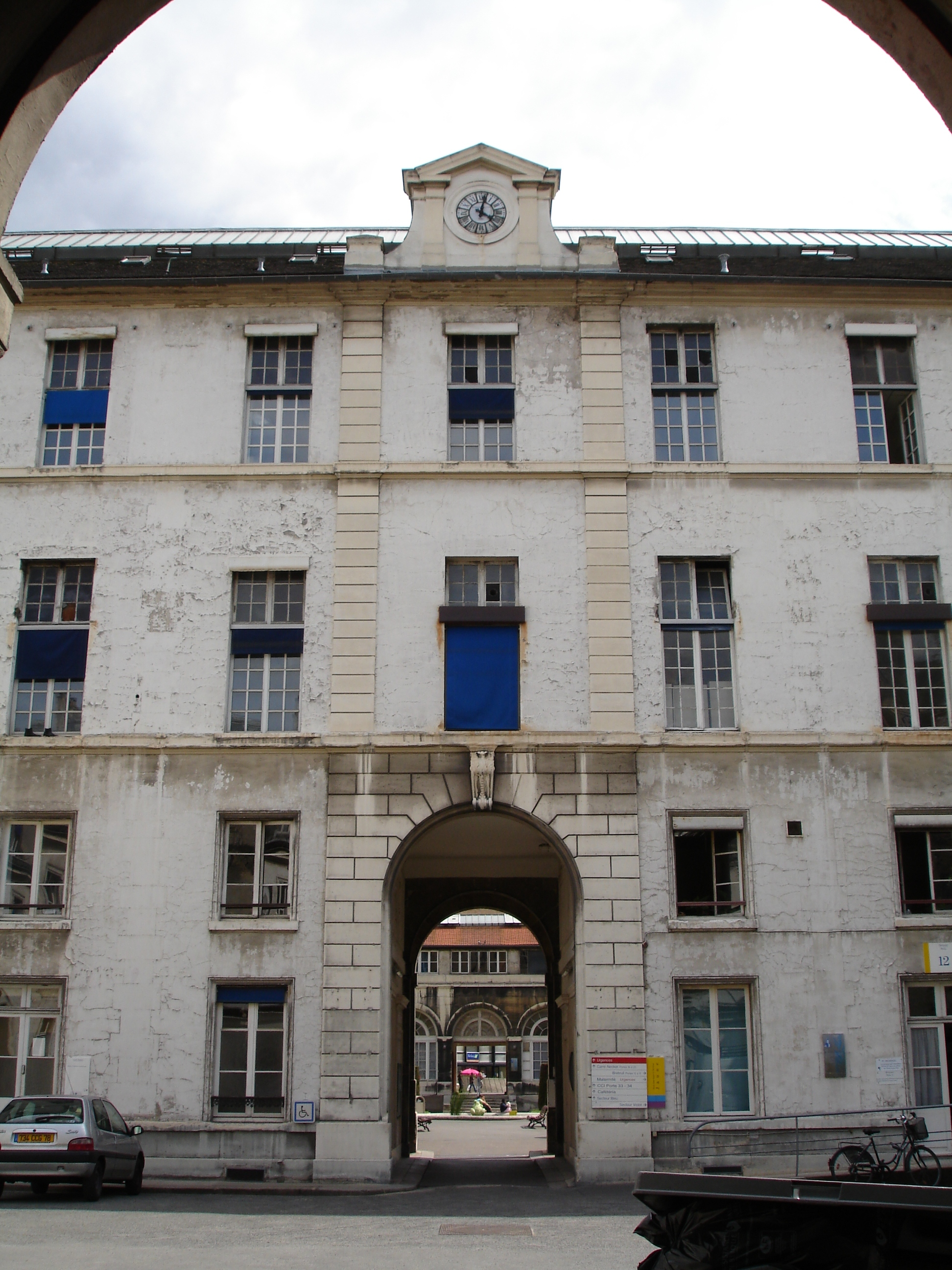
Hôpital Necker – Enfants Malades

L'ospedale Necker, affiliato all'Università Paris-Cité, è situato nel pieno centro di Parigi ed è importantissimo nella storia della medicina in quanto è stato il primo ospedale pediatrico mai costruito in tutto il mondo.
La fondazione dell'Ospedale Pediatrico Necker fu fortemente sostenuta da Madame Suzanne Curchod Necker, moglie di Jacques Necker, allora ministro di Luigi XVI, a causa delle pessime condizioni in cui versavano i bambini. Il Re appoggiò con entusiasmo questa idea e nel 1778, con il nome iniziale di Hospices de charité Saint-Sulpice e Gros Caillou, modificato solo in seguito in Necker-Enfants Malades Hospital, l'ospedale poté dare inizio alla sua attività presso la struttura del monastero benedettino di Nostra Signora di Liesse.
Con l'inizio dell'800 il Consiglio Generale degli Ospizi, in fase di riorganizzazione del sistema sanitario, decise la creazione di una struttura dedicata interamente alla cura dei bambini: il nuovo centro specialistico fu così costruito nel 1802, non solo come luogo di assistenza e riabilitazione infantile ma anche come orfanotrofio.
Come altre strutture pediatriche, l'edificio venne diviso in base alla patologia e all'età dei pazienti,  venne costruito inoltre un grande giardino affinché il ricovero dei bambini fosse per loro meno gravoso. Nota importante è la presenza all'interno dell'Ospedale di studenti universitari, che mostra come la Francia già a quei tempi fosse realmente vicina al tema della pediatria.
Nel 1927 infine l'Hopital Necker-Enfants Malades venne accorpato ad un'altra struttura ospedaliera diventando un centro altamente innovativo per adulti e bambini.

#### IlGreat Ormond Street Hospital
Storico ed importantissimo ospedale pediatrico di Londra, ubicato precisamente a Bloomsbury, il Great Ormond Street Hospital (GOSH) aprì i battenti il 14 febbraio 1852 con soli 10 posti letto e 2 medici, Charles West e William Jenner, fu il primo ospedale in tutto il Regno Unito ad offrire assistenza ospedaliera dedicata prettamente ai bambini. La nascita di questa struttura cambiò radicalmente il modo di percepire l'età infantile in campo medico: per la prima volta nella storia i medici capirono che era necessario riconoscere ai bambini cure specifiche e personalizzate rispetto a quelle degli adulti. 

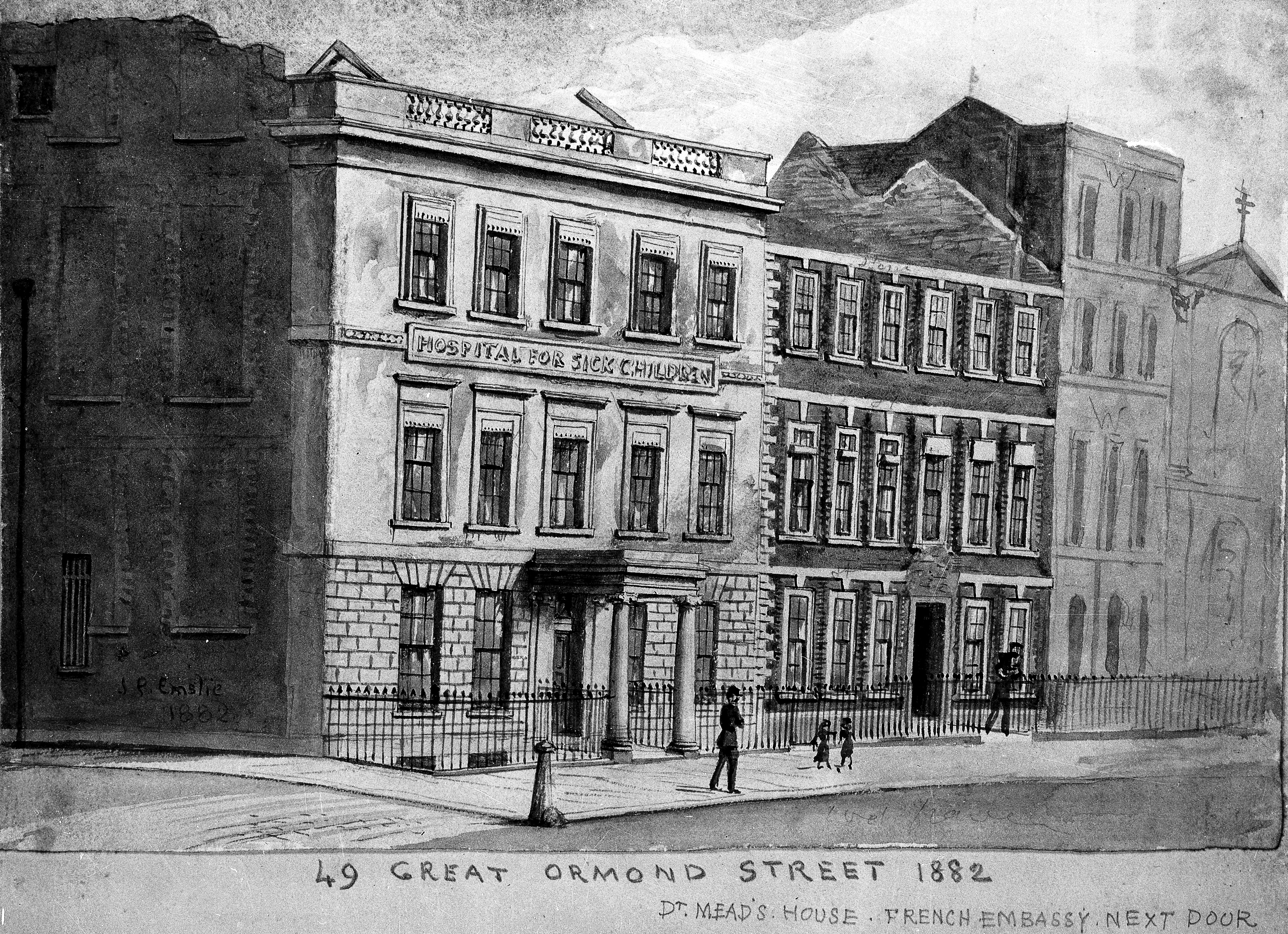
Sede originaria del "Great Ormond street Hospital", Londra,1849.

Fondamentale per la nascita e lo sviluppo della struttura fu la regina Vittoria, che, grazie alla sua dedizione e ai suoi investimenti, ne divenne la patrona ufficiale: nonostante ciò l'ospedale purtroppo non aveva ancora i mezzi adatti per poter curare importanti patologie come la tubercolosi polmonare e, nonostante gli sforzi della regina, il problema economico sussistette ancora per lungo tempo. Fu grazie all'impegno del famoso scrittore britannico Charles Dickens che l'ospedale cominciò ad acquisire un'importanza fondamentale nel paese: infatti egli riuscì a portare all'attenzione di tutti, tramite i suoi scritti, un clamoroso dato secondo cui più di un terzo della popolazione londinese moriva in età infantile. Ciò fece aumentare le donazioni di privati e gli investimenti consentirono all'ospedale di migliorare e aumentare la propria capienza.
Negli anni a venire l'ospedale si fornì di tutte le innovazioni e di tutte le tecnologie che con il tempo vennero create: la struttura si arricchì di una scuola di medicina e di infermieristica, vennero introdotte le prime terapie elettroconvulsivanti, i primi macchinari a raggi X e TAC.
Fu proprio qui che nel 1962 si aprì la strada alla cardiochirurgia infantile: per la prima volta si riuscì ad installare un bypass al cuore di un bambino, grazie all'utilizzo di una macchina cuore-polmone ideata già nel 1931 dal chirurgo statunitense John Heysham Gibbon. Dai primi anni del 1960 il Great Ormond Street Hospital è ancora oggi uno dei più importanti centri per il trapianto di cuore nel mondo.
Nel 1979 inoltre il Great Ormond Street Hospital fu sede del primo trapianto avvenuto mai in Inghilterra di midollo osseo ad opera del professor Roland Levinsky.

## La nascita degli ospedali pediatrici in Italia

### IlRegina Margheritadi Torino

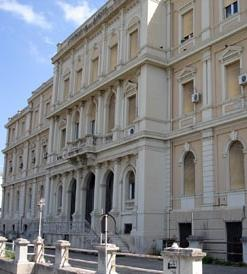
Ospedale infantile Regina Margherita, Torino

L'interesse europeo nella cura delle malattie dell'età infantile portò anche in Italia i suoi frutti nella prima metà del XIX secolo: infatti già nel 1843 il conte Franchi fondò a Torino l'Ospedale infantile Regina Margherita, che rappresentò il primo ospedale pediatrico italiano, specializzato nel trattamento del rachitismo e dell'adenite tubercolare femminile.
Il dottor Secondo Laura in quegli anni contribuì, ricoverando sempre più bambini malati, in modo determinante allo sviluppo dell'Ospedaletto, originariamente stabilito in una casa di Corso Dante, che presto assunse le dimensioni di una vera struttura sanitaria grazie alle donazioni ed elargizioni dei soci e dei benefattori tra i quali la stessa Famiglia Reale, la Pia Opera San Paolo, la Cassa di Risparmio di Torino e il quotidiano La Stampa.
La stessa Regina Margherita di Savoia volle dare il suo nome all'Istituto. Con il nome, diventato ufficialmente Ospedale Infantile Regina Margherita, nel 1888 cambiò anche la sede dell'Ospedaletto, che, trasferitosi nel nuovo edificio in via Menabrea 6 ultimato nel 1890, diventò punto di sperimentazione della medicina sui più piccoli. Con la creazione di nuovi reparti l'ospedale crebbe ulteriormente e presto i locali divennero insufficienti per le esigenze di quel periodo. La vecchia sede era inadeguata sia alle domande di ricovero sia alle esigenze scientifiche e didattiche: così in una successiva trasformazione della struttura vennero formate le divisioni ospedaliere (Oncologia e Ematologia) e le divisioni universitarie (Gastroenterologia, Genetica, Auxologia, Diabetologia, Reumatologia) ed ancora la divisione di neuropsichiatria ancora oggi attive e in stretta collaborazione con l'ospedale gineocologico Sant'Anna di Torino. Con esso, fa parte infatti di un'unica azienda ospedaliera, riconosciuta a livello nazionale, in pieno sviluppo e con gli stessi obiettivi.

### IlBambino Gesùdi Roma

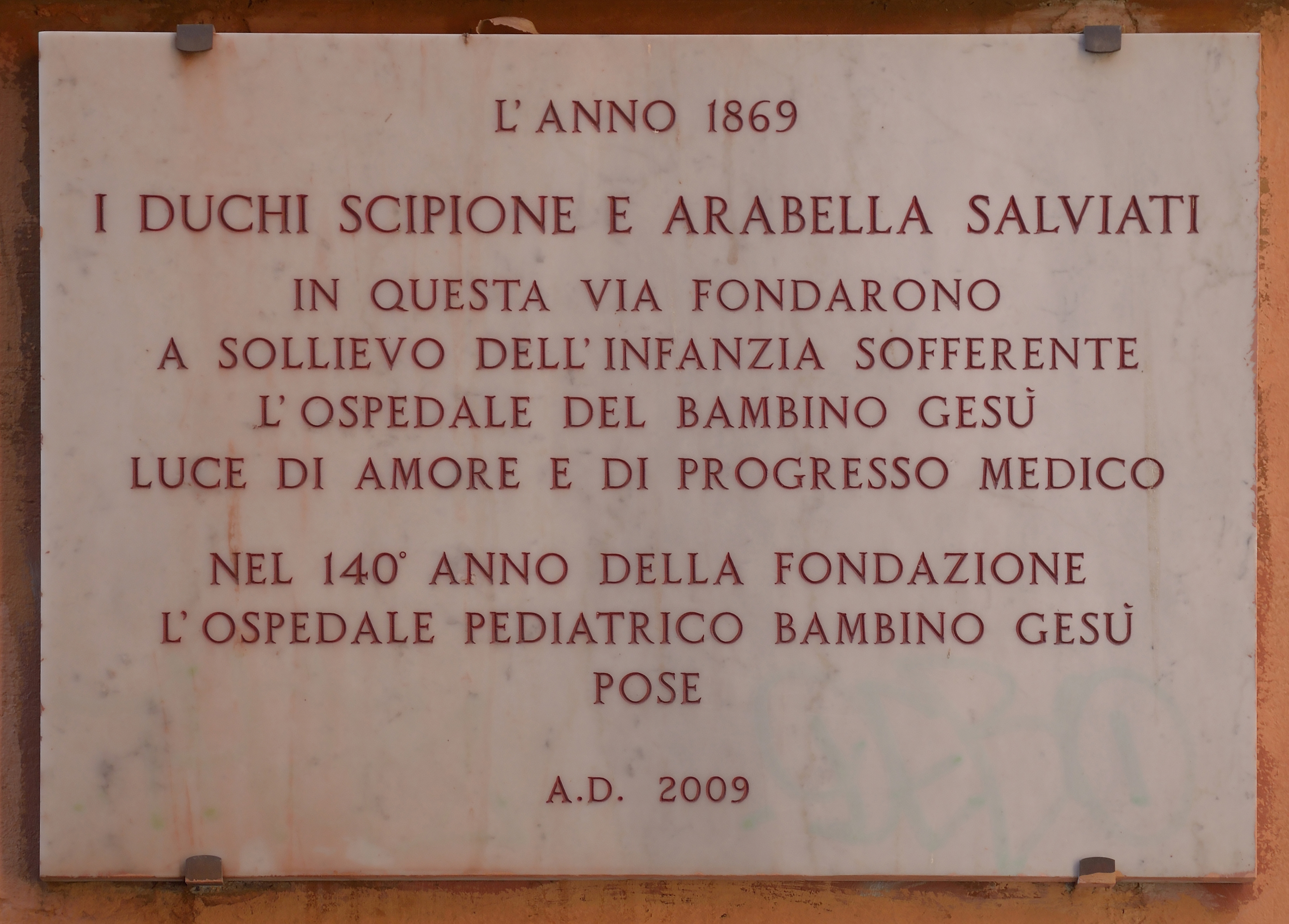
Targa commemorativa in onore del duca Scipione e della duchessa Salviati

Nel 1869 sorgeva a Roma l'Ospedale pediatrico Bambino Gesù, per iniziativa della duchessa Salviati, dove venivano accettati bambini dai 2 ai 12 anni.
In quei tempi i bambini erano curati sostanzialmente nelle medesime strutture, anguste e poco attrezzate, in cui erano curati i malati adulti e per questo la duchessa Arabella Salviati, profondamente addolorata dalla condizione in cui versavano gli infanti, decise di fondare un ospedale pediatrico basato sul modello dell'Hopital des Enfants Malades di Parigi. Il suo progetto venne immediatamente supportato dal duca Scipione e dai figli che, in occasione del suo compleanno, decisero di donarle parte dei loro risparmi contenuti in un piccolo salvadanaio, passato alla storia e conservato a ricordo di quel primo gesto di solidarietà. Pochi mesi dopo, il 19 marzo 1869, veniva adibita a ricovero una stanza attigua all'Orfanotrofio delle Zoccolette, sulla riva sinistra del Tevere.
Alla nascita del nuovo Ospedale erano disponibili appena quattro letti; tuttavia per Roma ciò rappresentò ugualmente una rivoluzione che forniva una risposta e un sostegno concreto alla richiesta di aiuto soprattutto dei bimbi più poveri.

La crescita e lo sviluppo dell'Ospedale vennero fortemente sostenuti dalla famiglia Salviati e da altri benefattori della città e ben presto la sede originaria divenne troppo piccola per le esigenze della nuova Capitale d'Italia. Per questo motivo alla Duchessa Salviati fu affidata parte dell'antico convento di Sant'Onofrio sul colle del Gianicolo, dove venne trasferito l'Ospedale che già ai primi del ‘900 si impose come punto di riferimento per tutti i piccoli malati della città. 

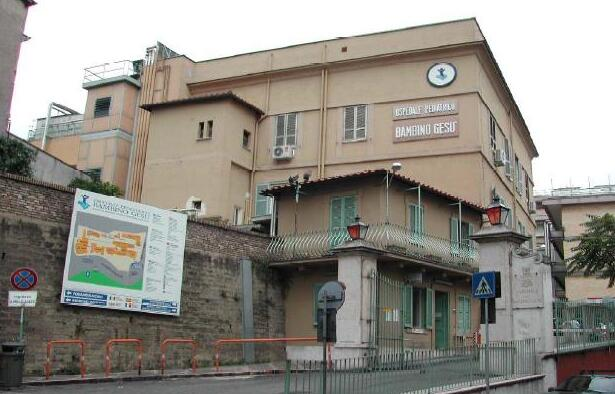
L'ospedale pediatrico Bambino Gesù oggi.

Agli inizi del secolo un medico del Bambino Gesù, Luigi Concetti, diede addirittura avvio alla prima scuola di Pediatria in Italia di cui era diventato cattedratico, creando così una vera e propria "coscienza pediatrica" nei medici così come nei cittadini.
Durante la Prima Guerra Mondiale la Regina Elena di Savoia che più volte aveva già visitato il Bambino Gesù, donò alla duchessa Salviati la colonia di Santa Marinella, che originariamente ospitava bambini affetti da tubercolosi ossea. Successivamente la famiglia Salviati, preoccupata per il futuro incerto della struttura, decise di donarla ufficialmente a Papa Pio XI nel gennaio del 1924: d'ora in poi l'ospedale verrà sempre sostenuto dall'operato di tutti i pontefici successivi, tanto da essere rinominato come “l'Ospedale del Papa”. Nel 1985 l'Ospedale Bambino Gesù ottenne il riconoscimento di Istituto di Ricovero e Cura a Carattere Scientifico (IRCCS) e si affermò a livello internazionale, affiancando all'attività clinica quella di ricerca e di sperimentazione per le cure innovative, come punto di riferimento per la salute dei bambini.

### L'Ospedalino di Bologna
Nel 1872, la signora Anna Sorbi, vedova dell'illustre Clemente Nicoli, ricco borghese originario di Bologna, alla sua morte destinò tutti i suoi averi alla fondazione di un ospedale per la cura gratuita di povere fanciulle. L'anno successivo alla struttura venne concesso il riconoscimento di Ospedale Nazionale da parte della prefettura.
Tuttavia i lavori tardarono ad iniziare a causa della mancanza di fondi e fu soltanto grazie ad altri lasciti che l'ospedale iniziò il suo percorso a partire dalla ricostruzione di alcuni immobili della congregazione dei Poveri artisti. La struttura ospedaliera venne così costruita secondo le più avanzate tecnologie del tempo e finalmente l'8 novembre 1880 poté accogliere le prime sette bambine, che vennero affidate alle cure dei dottori Marcellino Venturoli e Gaetano Modonesi e assistite da alcune suore legate all'Opera Pia.
Purtroppo, a causa dei bombardamenti su Bologna durante la seconda guerra mondiale l'Ospedalino fu completamente distrutto nel 1944. Finito il conflitto, la struttura, sotto il controllo dell'Opera Pia, iniziò una nuova vita a partire dalla ricostruzione iniziata nel 1948. Con il passare degli anni e a seguito della nascita di altri centri specialistici bolognesi, l'Ospedalino si trasformò in un collegio per fanciulle e in un luogo di accoglienza per anziani. Nel 1970, l'Opera Nazionale Maternità e Infanzia comunicò che l'ente non avrebbe più potuto definirsi ospedale ma solamente istituto.

### L'ospedale PediatricoMeyerdi Firenze

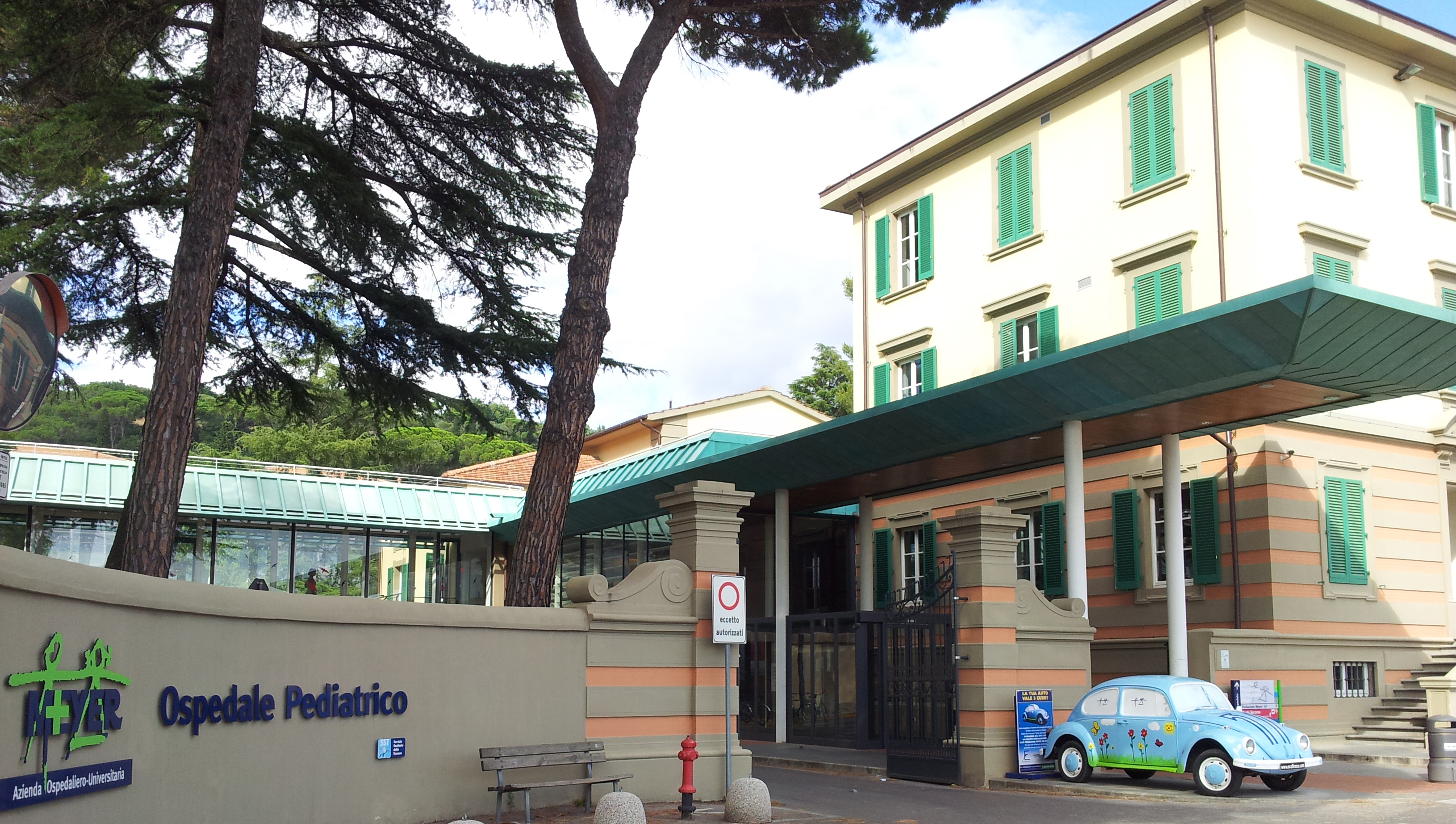
L'ospedale pediatrico Meyer oggi.

Una delle più grandi ed importanti strutture pediatriche europee nacque nel 1884 a Firenze: è l'Ospedale Meyer, dedicato esclusivamente alla cura dei bambini, fondato dal famoso commendatore russo Giovanni Meyer che lo dedicò alla moglie Anna Meyer precocemente deceduta, la quale aveva espresso nelle sue ultime volontà proprio la creazione di una struttura dedicata a bambini poveri convalescenti.
Al momento della fondazione si chiamava infatti Ospedale pediatrico Anna Meyer e qui si formarono coloro che divennero i padri della moderna pediatria: il professore Giuseppe Mya, con i suoi studi sulla TBC, Carlo Comba, famoso per le sue ricerche in campo neurologico infantile e per la diffusione della vaccinazione anti-difterica, che avrebbe dimezzato la mortalità tra i pazienti.

Nell'immediato dopoguerra il professore Cesare Cocchi contribuì a vincere la meningite tubercolare, rendendo molto noto il Meyer nel contesto mondiale. Nel 1995 il Meyer ottenne il riconoscimento di ospedale di alta specializzazione e il 14 dicembre 2007 completò il trasferimento nella nuova e moderna sede di Villa Ognissanti, sulle colline fiorentine. Il Meyer si sviluppò velocemente, attestandosi come una delle realtà pediatriche più dinamiche in Europa, ed ancora oggi l'ospedale pediatrico di Firenze è un punto di riferimento italiano ed internazionale per la cura, la ricerca e l'assistenza dei bambini, tenendo fede – a distanza di oltre centotrent'anni – a quell'atto altruistico da cui tutto ebbe inizio in quel lontano 1884.

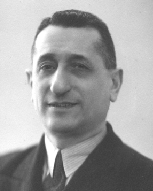
Gerolamo Gaslini

### L'Istituto Giannina Gaslinie l'assistenza infermieristica
Nel 1931 l'imprenditore e politico Gerolamo Gaslini fondò a Genova l'Istituto di cura pediatrico in memoria della figlia Giannina, morta in tenera età a causa di una peritonite non diagnosticata. A proprie spese infatti restaurò la Villa Lamba e Doria, donatagli dagli Ospedali Civili di Genova costruendovi un vero e proprio ospedale infantile.
Egli riuscì perfettamente nel proprio intentoIl suo intento sia per la sua notevole disponibilità economica, sia per le ottime condizioni sociali e culturali in cui la città di Genova versava in quel periodo. Gerolamo Gaslini ebbe inoltre la brillante idea di far progettare la struttura in modo tale che la luce del sole illuminasse costantemente le camere di degenza dei pazienti, che videro così notevolmente allietarsi il ricovero:
(Gerolamo Gaslini)
Le attività della struttura ebbero ufficialmente inizio nel 1938 e l'Ospedale non impiegò molto per attirare notevoli attenzioni: 

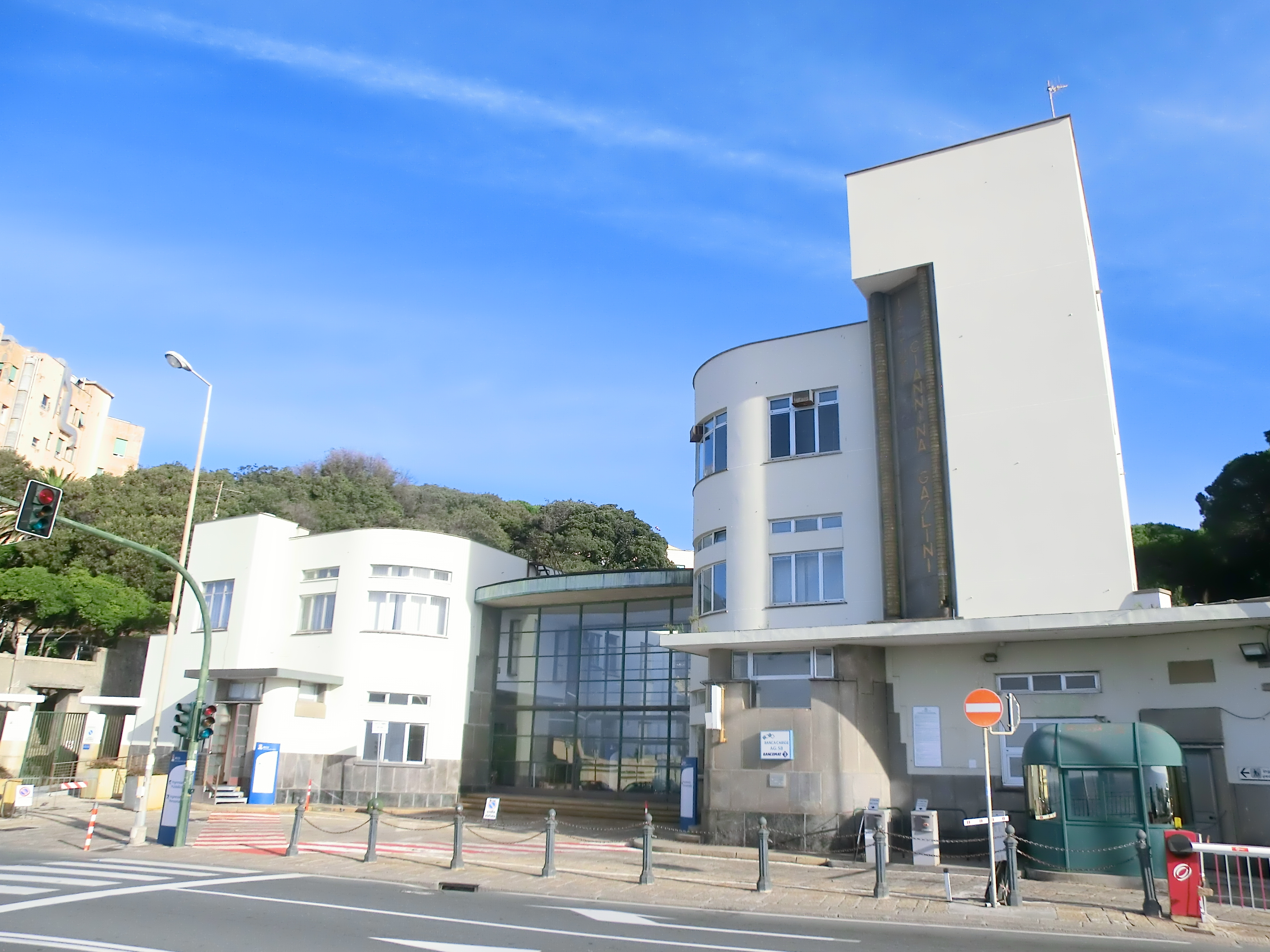
L'Istituto Giannina Gaslini oggi.

la modernità della neonata struttura ebbe tale impatto nel paese che, nello stesso anno, si decise di organizzare il XVI “Congresso della Società Italiana di Pediatria” proprio a Genova, che riunì così l'élite della pediatria italiana.
Nel 1946, un'ulteriore innovazione ospedaliera fu rappresentata dalla creazione della prima scuola per Vigilanti d'Infanzia, ovvero il primo luogo di formazione del personale infermieristico pediatrico, che garantisse l'assistenza durante l'intera durata della degenza.
La scuola fu subito fortemente indirizzata verso le nuove teorie mediche del dottor Giovanni De Toni, il quale giunse presso l'Istituto Gaslini nel 1942, introducendo un personale metodo auxologico. Aprì inoltre vari centri di indagine clinica, richiese l'ampliamento della struttura e fece creare tre divisioni ospedaliere (la seconda medicina pediatrica, la seconda ortopedia e la seconda divisione di malattie infettive).

Il nuovo Ospedale, per la prima volta nella storia della medicina pediatrica, riuscì a creare una interdisciplinarità tra psicologia e malattia: questa intuizione fondamentale del fondatore dell'Istituto venne da lui stesso sostenuta e praticata in collaborazione con De Toni.

## Alcuni importanti ospedali pediatrici nel mondo
- Royal Manchester Children's Hospital, su Royal Manchester Children's Hospital. URL consultato il 10 ottobre 2023.
- Great Ormond Street Hospital, su GOSH Hospital site. URL consultato il 10 ottobre 2023.
- Oxford Children's Hospital Archiviato il 27 dicembre 2012 in Internet Archive.
- Hospital Infantil Universitario Niño Jesús, su Hospital Infantil Universitario Niño Jesús. URL consultato il 10 ottobre 2023.
- Klinik für Pädiatrie mit Schwerpunkt Onkologie/Hämatologie
- Necker-Enfants Malades Hopital
- Miami Children's Hospital
- Johns Hopkins Children's Center
- Boston Children's Hospital
- Morgan Stanley Children's Hospital of New York-Presbyterian

### In Italia: l'AOPI
Nasce nel 2005 l'Associazione Ospedali Pediatrici Italiani (AOPI), un'associazione senza scopo di lucro, sulla base di una libera e volontaria aggregazione. Gli ospedali pediatrici italiani collaborano tra loro da più di 10 anni per il coordinamento di iniziative atte a promuovere lo sviluppo culturale, scientifico e gestionale delle strutture assistenziali ad alta specialità dedicate all'area materno-infantile ed all'età evolutiva.
| Denominazione                                                                          | Indirizzo                  | Comune      |
| -------------------------------------------------------------------------------------- | -------------------------- | ----------- |
| A.O. Nazionale SS. Antonio e Biagio e Cesare Arrigo                                    | Via Venezia, 16            | Alessandria |
| A.O.U. Ospedali Riuniti di Ancona                                                      | Via Conca, 71              | Ancona      |
| A.O.U. Consorziale Policlinico di Bari Ospedale Pediatrico "Giovanni XXIII"            | Via Amendola, 207          | Bari        |
| A.S.S.T. degli Spedali Civili di Brescia                                               | Piazzale Spedali Civili, 1 | Brescia     |
| A.O.U. Meyer                                                                           | Viale Pieraccini, 24       | Firenze     |
| Istituto Giannina Gaslini                                                              | Via Gerolamo Gaslini, 5    | Genova      |
| A.S.S.T. Fatebenefratelli - Sacco                                                      | Via Castelvetro, 32        | Milano      |
| A.O.R.N. Santobono Pausilipon                                                          | Via Croce Rossa, 8         | Napoli      |
| A.O. di Padova                                                                         | Via Giustiniani, 2         | Padova      |
| A.R.N.A.S. Civico, Giovanni Di Cristina, Benfratelli                                   | Piazza Nicola Leotta, 4    | Palermo     |
| Ospedale Pediatrico Bambino Gesù                                                       | Piazza Sant'Onofrio, 4     | Roma        |
| A.O.U. Città della Salute e della Scienza di Torino - P.O. Infantile Regina Margherita | Piazza Polonia, 94         | Torino      |
| I.R.C.C.S. Burlo Garofalo                                                              | Via Dell'Istria, 65/1      | Trieste     |